# L'Année du loup-garou
 (octobre 2022).
Si vous disposez d'ouvrages ou d'articles de référence ou si vous connaissez des sites web de qualité traitant du thème abordé ici, merci de compléter l'article en donnant les références utiles à sa vérifiabilité et en les liant à la section « Notes et références ».
L'Année du loup-garou (titre original : Cycle of the Werewolf) est un roman court fantastique d'horreur écrit par Stephen King et paru en 1983. Selon les rééditions, il comporte des illustrations de Bernie Wrightson. Il se divise en douze chapitres, un pour chaque mois de l'année calendaire.
Il a été adapté au cinéma en 1985 sous le titre Peur bleue (Silver Bullet). À cette occasion, une nouvelle édition incluant le scénario écrit par King a été publiée sous le même titre que le film.

## Résumé
L'histoire prend place sur toute une année calendaire à Tarker's Mills,  une petite ville     fictive du Maine. 
- Janvier. Surpris par le blizzard, le cheminot Arnie Westrum se réfugie dans une cabane en bord de voie. Un animal, « le plus énorme loup qu'il ait jamais vu », se met à gratter à la porte puis entreprend de la démonter avec une force inouïe. Westrum est retrouvé égorgé.

- Février. La nuit de la Saint-Valentin, Stella Randolph, une employée de la mercerie, aperçoit derrière la vitre de sa chambre la silhouette d'un homme qu'elle croise pratiquement chaque jour dans la rue. À demi-éveillée, elle lui ouvre sa fenêtre mais réalise avec horreur que l'homme est devenu un énorme loup. On retrouve son corps lacéré.

- En mars, la ville tout entière est plongée dans le noir à la suite du blizzard lorsqu'un cri s'élève. Le lendemain, le réparateur de lignes trouve le corps d'un vagabond mutilé à coups de croc.

- Mi-avril. Les habitants de Tarker's Mills sont conscients de l'ombre qui pèse sur eux. Le jeune Brady Kincaid joue à faire monter son cerf-volant au-dessus du jardin municipal, lorsque le monstre se jette sur lui.

- Mai. La veille du « Dimanche du Retour », tradition séculaire de la Nouvelle-Angleterre, le révérend Lester Lowe fait un horrible cauchemar dans lequel il voit ses fidèles se métamorphoser en loups. Le lendemain, il trouve dans son église le corps éventré de Clyde Corliss, l'homme d'entretien.

- Juin. Un homme rentre dans la petite cafétéria de la ville et demande un café au gérant, Alfie Knopfler, mais la figure anodine du client prend l'aspect d'un mufle hideux. La Bête saute de l'autre côté du comptoir et dévore Knopfler.

- Juillet. Les autorités recherchent activement celui que les journaux ont nommé « le Tueur de la pleine lune », et la célébration de l'Independence Day est annulée. Marty Coslaw, un jeune paraplégique de dix ans, en est profondément attristé. Son Oncle Al lui offre un assortiment de pétards pour le consoler. Le garçon attend que toute la famille soit endormie pour sortir en fauteuil roulant dans le jardin et faire exploser son petit feu d'artifice. Au même moment, le loup-garou se fraie un passage dans les bois environnants et repère Marty. Alors que le monstre s'apprête à fondre sur lui, le garçon lance un chapelet de pétards à quelques centimètres de son mufle et la bête perd son œil gauche. Le jeune Marty, profondément choqué, est envoyé le lendemain dans le Vermont où il demeure jusqu'à la fin des vacances d'été.

- Août. Sur une route de campagne, le constable Lander Neary est brutalement attaqué dans sa voiture par le monstre.

- Septembre. Le couple Zinneman découvre avec horreur leurs onze cochons massacrés dans la cour de leur ferme.

- Octobre. Quatre daims sont retrouvés mutilés dans les bois bordants l'autoroute. Le soir d'Halloween, Marty Coslaw fait la tournée de bonbons avec son père. Depuis son retour, le garçon est persuadé qu'il croisera le monstre dans Tarker’s Mills et qu'il le reconnaîtra à son œil manquant. Il découvre avec stupeur que le révérend Lowe, le pasteur de l'église, a perdu son œil gauche, causé selon lui par une tumeur soudaine.

- Novembre : Les hommes de Tarker’s Mills préparent une battue. Lowe reçoit des lettres anonymes lui conseillant de se suicider. Il réalise qu'il est la Bête que tout le monde recherche et décide d'assumer ses actes au nom du Tout-Puissant. Le pasteur prend la direction de Portland pour échapper aux chasseurs et en profite pour dévorer Milt Sturmfuller, un homme violent et infidèle qui martyrise sa femme Donna.

- Décembre : Marty avoue à son Oncle Al qu'il est l'auteur des lettres anonymes envoyées au révérend Lowe. Il a signé les deux dernières pour voir comment allait réagir le pasteur. Son silence a révélé sa culpabilité. À la demande de son neveu, Al se procure un revolver Colt 45 muni de deux balles en argent. Lorsque le monstre revient se venger le soir du réveillon de la Saint-Sylvestre en faisant irruption au domicile des Coslaw, Marty lève calmement le revolver et tire. Sous les yeux ébahis de l'Oncle Al et du père de Marty, la Bête reprend forme humaine sous les traits du révérend Lowe.

## Genèse de l'œuvre
En 1979, l'éditeur de Land of Enchantment Press, Christopher Zavisa, commande à Stephen King une histoire courte fractionnée en douze parties de 500 mots, chaque partie correspondant au mois d'un calendrier. Le texte sera accompagné d'illustrations de l'artiste renommé Bernie Wrightson. L'auteur choisit le thème du loup-garou en prenant « de grandes libertés avec les cycles lunaires ». Il s'y attèle laborieusement, gêné par le format. Il rappelle finalement l'éditeur pour lui annoncer que l'histoire courte est devenue un court roman. Zavisa est ravi du projet et décide de garder les peintures de Wrightson.
Le roman, qui est avec 127 pages le plus court écrit par King, paraît en 1983 dans une édition limitée à 7 500 exemplaires, la version collector comprenant un portfolio des illustrations de Wrightson. Le récit comprend certaines tonalités religieuses et mystiques. Le Bien triomphe du Mal, dans une tournure un peu particulière : le Mal (un loup-garou) est en fait un homme d'Église, frappé par un sort inexplicable. Le Bien est incarné par un jeune garçon handicapé porté en héros de l'histoire, plus vulnérable que n'importe quel autre personnage.
En octobre 1985, à l'occasion de la sortie du film adapté du récit, une nouvelle édition en version poche incluant le scénario écrit par King ainsi qu'un avant-propos retraçant la genèse du projet est publiée sous le même titre que le film, Silver Bullet.
La version française, L'Année du loup-garou, est sortie en 1986 aux éditions Albin Michel, sous la plume du traducteur François Lasquin. Une version de poche appelée Peur bleue, titre français du film, existe depuis 1990 chez l'éditeur J'ai lu. C'est l'équivalent de la version en anglais de 1985.
Le roman rend hommage à l'auteur David Grubb : « À la Mémoire de David Grubb et de tous les illuminés ainsi qu'aux passionnés de littérature fantastique ».